# Alexis Morris
Alexis Moye Morris (Beaumont, 8 giugno 1999) è una cestista statunitense, professionista in Europa.

## Carriera
È stata selezionata dalle Connecticut Sun al secondo giro del Draft WNBA 2023 (22ª scelta assoluta).

## Palmarès
- Campionessa NCAA (2023)